# سامي شقير
سامي شقير (مواليد 1987) هو أستاذ كبير في الشطرنج وملاكم شطرنج مصري.

## مسيرته
حصل شقير على لقب أستاذ دولي عام 2006، ومنحه الاتحاد الدولي للشطرنج لقب أستاذ كبير عام 2014. شارك في كأس العالم للشطرنج عام 2013، حيث هُزم في الجولة الأولى أمام شهريار محمدياروف. مثّل بلاده في أولمبياد الشطرنج عام 2014، محققًا 4.5/9 (+4–4=1). في عام 2025، تغلب شقير على بطل الشطرنج والملاكمة الألماني أندريه جلينزر ليفوز بلقب الوزن المتوسط الأوروبي في WCBA.

## روابط خارجية
- سامي شقير على موقع الاتحاد الدولي للشطرنج (الإنجليزية)
- سامي شقير على موقع مباريات الشطرنج (الإنجليزية)
- سامي شقير على موقع 365Chess.com (الإنجليزية)
- سامي شقير على موقع Chesstempo.com (الإنجليزية)
- سامي شقير سجل أولمبياد الشطرنج على موقع OlimpBase.org (الإنجليزية)